# Gare de Sekime
La gare de Sekime (関目駅, Sekime-eki) est une gare ferroviaire de la ville d'Osaka au Japon. Elle est située dans l'arrondissement de Jōtō. La gare est gérée par la compagnie Keihan.

## Situation ferroviaire
La gare de Sekime est située au PK 5,3 de la ligne principale Keihan.

## Histoire
La gare est inaugurée le 14 octobre 1931. Elle a été rénovée en 1991 et 1999.

## Service des voyageurs

### Accès et accueil
La gare dispose d'un bâtiment voyageurs, avec guichets, ouvert tous les jours.

### Desserte
- Ligne principale Keihan :
  - voie 1 : direction Hirakatashi et Sanjō (interconnexion avec la ligne Keihan Ōtō pour Demachiyanagi)
  - voie 2 : direction Yodoyabashi et Nakanoshima

### Intermodalité
Les stations de métro Sekime-Takadono (ligne Tanimachi) et Sekime-Seiiku (ligne Imazatosuji) sont situées à proximité.

## Environs
- Osaka Shin-ai College (en)